# François Bracci
François Bracci (Beinheim, 1951. október 31. – 2023. december 28.) válogatott francia labdarúgó, hátvéd, edző.

## Pályafutása

### Klubcsapatban
1965-ben az AS Sainte-Marguerite csapatában kezdte a labdarúgást, majd két év múlva az US Rouet együttesében folytatta. 1968-ban igazolta le az Olympique Marseille korosztályos csapata, ahol 1971-ben mutatkozott be az első csapatban. Az 1971–72-es idényben bajnok, majd 1976-ban francia kupa-győztes lett az együttessel. 1979 és 1983 között egy idényt az RC Strasbourg, majd három idényt a Bordeaux csapatánál töltött. 1983-ban visszatért az Olympique-hez, ahol még két idényen át játszott. 1985 és 1987 egy-egy idényt az FC Rouen, majd az AS Béziers csapatában szerepelt. 1987-ben visszavonult az aktív labdarúgástól.

### A válogatottban
1973 és 1982 között 18 alkalommal szerepelt a francia válogatottban. Részt vett az 1978-as világbajnokságon Argentínában.

### Edzőként
1991-ben kezdte edzői pályafutását. 2003-ig francia csapatoknál dolgozott. 2003 májusában szerződött az algériai Constantine együtteséhez. 2004 májusában visszatért Franciaországba a korzikai ES Bastia csapatához. Itt következő év áprilisáig tevékenykedett. 2006 óta Észak-Afrikában dolgozik algériai, marokkói és tunéziai csapatoknál. Az algériai MC Alger csapatának három időszakban is vezetőedzője volt. Legnagyobb sikereit is ezzel a klubbal érte egy-egy bajnoki cím, algériai kupa és szuperkupa győzelemmel.

## Sikerei, díjai

### Játékosként
Olympique de Marseille
- Francia bajnokság (Ligue 1)
  - bajnok: 1971–72
  - 2.: 1974–75
- Francia kupa (Coupe de France)
  - győztes: 1976

### Edzőként
MC Alger
- Algériai bajnokság
  - bajnok: 2009–10
- Algériai kupa
  - győztes: 2006
- Algériai szuperkupa
  - győztes: 2006